# Andreas Kaplan
Andreas Kaplan er en universitetsprofessor indenfor marketing og kommunikation. Han er rektor ved ESCP Business School Berlin og Paris.

## Liv
Kaplan blev født den 5. oktober 1977 og voksede op i München, Tyskland. Hans mor, Anneliese Kaplan, er østriger og dameskrædder. Hans far, Vincenc Kaplan, låsesmed af profession, flygtede til Tyskland under 2. Verdenskrig.
Professor Kaplan tog sit habilitation ved Sorbonne og sin Ph.d. ved universitetet i Køln og HEC Paris. Han har en master i offentlig ledelse fra École Nationale d'Administration, en MSc fra ESCP Business School og en BSc fra Ludwig Maximilian Universitetet i München. 
Inden han sluttede sig til ESCP, begyndte Kaplan sin karriere som professor indenfor marketing ved ESSEC Business School and Sciences Po Paris. Hos ESCP Business School blev han først valgt til leder af marketingsfakultetet på tværs af skolens universitetsområder i Berlin, London, Madrid, Paris, Torino og Warszawa. Senere blev han skolens direktør for branding og kommunikation samt dekan for akademiske og internationale affærer. Andreas Kaplan fungerer fra 2017 som skolens rektor med base i Berlin.
Kaplan er interesseret i fremtiden for ledelsesuddannelse og i det generelle landskab for erhvervsuddannelsesinstitutioner. Han har skrevet artikler om uddannelse og dens udvikling i fremtiden især på baggrund af digitaliseringen indenfor området grundet ankomsten af MOOC og SPOC. Kaplan definerer Europa som havende “maksimal kulturel diversitet med minimal geografisk afstand” og han er en stærk fortaler for interkulturel ledelsesuddannelse. Ydermere efterspørger han en “Kommissær for Glæde” i den Europæiske Unions administration.

## Forskning
Kaplans forskning omhandler hovedsagelig analysering og dekryptering af den digitale sfære. I særdeleshed i hans artikel fra 2010 "Users of the world, unite! The challenges and opportunities of social media", offentliggjort i Business Horizons, citeres hyppigt (over 19.000 gange på Google Scholar, over 5.000 gange i Scopus og over 500 gange i Business Source Premier) og er kendt indenfor området. Kaplan modtog prisen for årets bedste artikel fra Business Horizons, sponseret af Elsevier, for sin afhandling ”If you love something, let i go mobile: Mobile marketing and mobile social media 4x4.” Med mere end 27.000 citater på Google Scholar  er Kaplan, ifølge John Wiley &Sons, regnet som én af verdens 50 førende forfattere indenfor erhvervsledelse.

## Europæisk ledelse
Kaplan er også kendt for sit arbejde med at analysere den europæiske tilgang til ledelse. Han definerer europæisk som ”tværkulturel samfundsmæssig ledelse baseret på en tværfaglig tilgang” , der har tre karakteristika:
1. En europæiske tilgang til ledelse skal tage hensyn til de forskellige kulturer i Europa og hvordan disse påvirker forretningspraksis, for at indkredse kulturelle fællestræk og særlige forhold i forskellige organisatoriske miljøer og ledelsesvaner.
2. Ledelsesprincipper har på tværs af Europa et stærkt samfundsmæssigt fundament.
3. Det kræves af europæiske ledere, at de er yderst tilpasningsdygtige grundet de forskellige juridiske, sociale, politiske og økonomiske sammenhænge på tværs af Europa. Denne tilpasningsevne kombineres med evnen til at anvende en tværfaglig tilgang.